# Православље у Мађарској
Православље у Мађарској је заступљено у малом проценту према попису из 2011. (0,1%). Исповедају га првенствено представници националних мањина, претежно Срби, као и Румуни, Украјинци и др.
Територија Мађарске налази се у духовном смислу под јурисдикцијом Српске православне цркве преко Будимске епархије са седиштем у граду Сентандреји. Такође, у Мађарској постоје парохије Константинопољске патријаршије обједињене у Мађарском егзархату, Руске православне цркве обједињене у Будимпештанској и Мађарској епархији, као и Мађарска епархија Румунске православне цркве.

## Историја

### Средњи век
Подручје данашње Мађарске дуго је времена било подложно утицајима и са Истока и са Запада.
Године 567. Авари су покорили Гепиде, а идуће године приморали Лангобарде да се склоне у Италију. Према Павлу Ђакону, последњи остаци локалне хришћанске популације напустили су Панонију приближно у то време. Међутим, велики број предмета из раноаварског периода (568-650е) сведочи о не малом византијском утицају због чега су груписани у специфичну Кестхељску културу. Пронађени су у југозападним пределима Задунавља. Примера ради, у Нађхаршању је пронађена једна копча у облику диска украшена портретом арханђела. Три примерка са ликом Исуса Христа су откривена у Кестхељу и Печују. У другој половини 6. века у тврђави Фенекпуста код Балатонског језера подигнута је чак тробродна базилика. Један од аварских вођа, примио је крштење у Ахену 796. Истог лета је синод франачког свештенства донео одлуку да се хришћани који живе на територијима освојеним од Авара поново крсте. Најзад, последњи остаци Авара су потчињени Каролиншком царству. Године 839. словенски владар Прибина је од Лудвига Немачког, краља Источне Франачке, добио поседе код Балатонског језера. На његов захтев, архиепископ салцбуршки Лијудепрам осветио је цркве у многим местима, међу којима и у Печују. Прибинином сину Коцељу је чак пошло за руком да наговори папу Хадријана да именује Методија, једног од двојице словенских апостола, за митрополита Паноније са седиштем у Сремској Митровици (на подручју данашње Србије). Међутим, Методија су лишили слободе франачки војници, тако да је салцбуршка епископија могла да сачува црквену власт над Задунављем. Око 900. године територија данашње Мађарске потпала је под власт Угара (Мађара) који су уништили многе цркве током инвазије.
Населивши се у Панонску низију, и Мађари су потпали под утицаје са Истока и Запада. Током 10. века долазили су у додир са Цариградом. Византијски писац Јован Скилица у својој „Историји“ говори о двојици угарских војсковођа из 10. века који су крштени по грчком обреду (Булчу и Ђула). Њихово преобраћање у хришћанство је вероватно имало своје политичке разлоге. Византијски цар Константин VII Порфирогенит је на тај начин хтео да има под својом контролом Мађаре чији пљачкашки походи су дуго времена угрожавали Византију. Међутим, наде полагане у Булчуа су се изјаловиле. Извори подвлаче да је Булчу притворно примио крштење. Након што се вратио у своју земљу, неколико пута је нападао Византију. Недуго после тога, око 952, један други мађарски обласни господар (Ђула) је посетио Константинов двор. Том приликом је као и Булчу примио крштење и части и поклоне. При повратку у своју земљу повео је за собом монаха Јеротеја, кога је патријарх Теофилакт рукоположио за епископа „Турске“, тј. Угарске. Није, међутим, савим јасно да ли се та земља налазила у Трансилванији или источно од Тисе у Панонској равници. Из истог извора се сазнаје да је Јеротеј превео многе у хришћанство.
Утицај источне цркве у Угарској је био осетан не само за време краља Стефана, него током владавине Арпадовића уопште. У Угарској су од самог почетка упоредо постојале две архиепископије, што наводи на помисао да се на њеном тлу истовремено одвијао мисионарски рад и Западне и Источне цркве. До тада није забележен ниједан случај у историји да су две архипеископије основане на истом подручју у тако кратком временском периоду. Случај је утолико необичан, што је у то време реч „архиепископ“ схватана као синоним за реч „примас“.
Током 11. и 12. века у Угарској је постојала тзв. „Турска митрополија“ која је потпадала под јурисдикцију Цариградске патријаршије. Услед недостатка извора не може се са сигурношћу рећи када је и како настала ова црквена провинција, где се налазила и који су били њени важни центри. По свој прилици је савезништво угарског краља Стефана и византијског цара Василија II имало одлучујућу улогу у оснивању ове митрополије.
Постоји и мишљење да су Турска митрополија и Калочка архиепископија од самог почетка биле једно те исто. Године 1050. као калочки архиепископ се помиње неки Георгије. Судећи по имену, рекло би се да је био Грк. Године 1075. архиепископ је био Дезидерије. И прелати из раног 12. века имали су латинска имена: Уголин и Фулберт. Године 1111. архиепископ је био неки Павле, који је могао бити и Грк и Латин. Стога је хагиограф краља Стефана, Хартвик, на прелазу из 11. у 12. век, могао да претпостави да су Калочку архиепископију увек водили Латини.“ Претпоставља се да је првобитна грчка митрополија, која је у почетку била под јурисдикцијом Цариградске патријаршије, постепено попримила латинско обележје. Продубљивањем раскола, полако је измакла стварној патријарховој власти и до 12. века постала латинска архиепископија. Ова претпоставка не искључује, међутим, даље постојање грчког свештенства и парохија на тлу Угарске. Из времена краља Стефана позната су два грчка манастира у Угарској: женски манастир у Веспремској долини (мађ. Veszpremvölgy) и манастир у Марошвару (Оросланош - Мајдан, на подручју данашње Србије). За први се зна на основу сачуване оснивачке повеље на грчком језику, коју је мађарски историчар и академик Ђерђ Ђерфи (мађ. Györffy György) датирао у 1018. Други се помиње у „Житију светог Герхарда из Чанада“, а његово постојање потврђују и археолошки налази. Из каснијег времена позната су још три грчка манастира: у Вишеграду, у Пентелији (Дунаујварош) и Сремској Митровици (на подручју данашње Србије). Међу ктиторима грчких манастира се налазио и угарски краљ Андраш I, чија жена је била из Кијева.
Четврти крсташки рат додатно је пореметио верску равнотежу у Угарској. Оснивањем Латинске патријаршије у Цариграду ослабљене су везе између Васељенске патријаршије и православне цркве у Угарској. Православном митрополијом и њеним епископијама постепено је овладала друга (католичка) архиепископија у Угарској са седиштем у Калочи. Грчки манастири који су током 11. века ницали, током 13. века су напуштани и предавани католичким монашким редовима. Наставак политике прозелитизма према „шизматицима“ и паганима манифестован је и оснивањем мисионарске епископије за куманска племена (1227) која су тада господарила облашћу између Карпата и реке Дон. Један од њених задатака било је и умањивање утицаја свештеника грчког обреда који су живели међу Власима.
Положај православаца у Угарској се погоршао за време владавине Анжујаца. Авињонске папе су подстицале угарске краљеве да активније воде прозелитску политику. Лудовик Анжујски је иницирао насилно преобраћање православног становништва свог краљевства и новопокорених балканских крајева.

### Нови век
У време османске управе, подручје данашње Мађарске је било под јурисдикцијом Српске православне патријаршије у Пећи, чија су се епископска средишта налазила у Будиму, Печују и Сегедину. Током хабзбуршке управе, овде је деловала Карловачка митрополија, са својом Будимском епархијом.

### Међуратни период
Велики део православног становништва у Мађарској између два светска рата чинили су Срби, који су у духовном смислу били организовани у Будимску епархију Српске православне цркве. У састав епархије биле су укључене поред Срба шест грчко-мађарских парохија које су имале неки вид аутономије. После Првог светског рата у Мађарској је поново постала актуелна идеја о оснивању националне православне цркве. Године 1926. Мађарска унијатска црква је покушала да привуче свештенство и вернике подложне будимском епископу Георгију Зубковићу на своју страну, али у томе није успела. Случај српског православног пароха у Сентандреји Василија Хужвика, који је са једног детета скинуо мађарску кокарду, подстакао је „Пештански весник“ да октобра 1929. пише како је нужно заштитити православне мађарске држављане од страних утицаја оснивањем националне православне цркве. Све до Другог светског рата епископ будимски Георгије је добијао понуде од мађарске владе да прихвати положај поглавара ове „цркве“, али их је одбио у чему је наишао на подршку и Светог архијерејског синода СПЦ.

### Други светски рат
Окупацијом и анексијом Прикарпатске Рутеније (Закарпатја), Бачке и Барање велики део православне Мукачевскопрјашевске епархије и цела Бачка епархија су се нашли под управом Мађарске. Поново је покренута акција за оснивање Мађарске православне цркве. Епископ мукачевскопрјашевски Владимир Рајић је у том циљу протеран из своје дијецезе под изговором да због српског држављанства не може да обавља своју функцију. За администратора ове епархије регент Миклош Хорти је именовао рашчињеног руског свештеника Михаила Попова.
Оснивач мађарске православне цркве био је др Рушко Јанош (Ruszko Janos) који је умро 20. јула 1943. године у својој 54тој години живота.